# Голям-Перелик
Голя́м-Перели́к (болг. Голям Перелик) — гора, высочайшая точка Родоп и седьмая по высоте в Болгарии. Расположена в 19 км к западу от города Смолян. Высота над уровнем моря — 2191 м.
Гора недоступна для посещения, так как здесь расположены боевые части Болгарской армии.